# Junction City (Kentucky)
Junction City é uma cidade localizada no estado americano de Kentucky, no Condado de Boyle e Condado de Lincoln.

## Demografia
Segundo o censo americano de 2000, a sua população era de 2184 habitantes.
Em 2006, foi estimada uma população de 2184, um aumento de 0 (0.0%).

## Geografia
De acordo com o United States Census Bureau tem uma área de
5,2 km², dos quais 5,2 km² cobertos por terra e 0,0 km² cobertos por água. Junction City localiza-se a aproximadamente 305 m acima do nível do mar.

## Localidades na vizinhança
O diagrama seguinte representa as localidades num raio de 20 km ao redor de Junction City.